# 永康东岳庙
永康东岳庙是一座古建筑，建于清，位于山西省晋中市榆次区张庆乡永康村。
2003年1月15日公布为晋中市文物保护单位。2016年6月6日，永康东岳庙公布为第五批山西省文物保护单位。